# Rite suédois
Le Rite suédois est un rite maçonnique pratiqué principalement dans les pays nordiques : Danemark, Finlande, Islande, Norvège et Suède. La pratique de ce rite exige du franc-maçon qu'il se déclare chrétien. Il en existe également dans une forme nuancée en Allemagne et dans quelques loges à l'extérieur des pays nordiques.

## Histoire

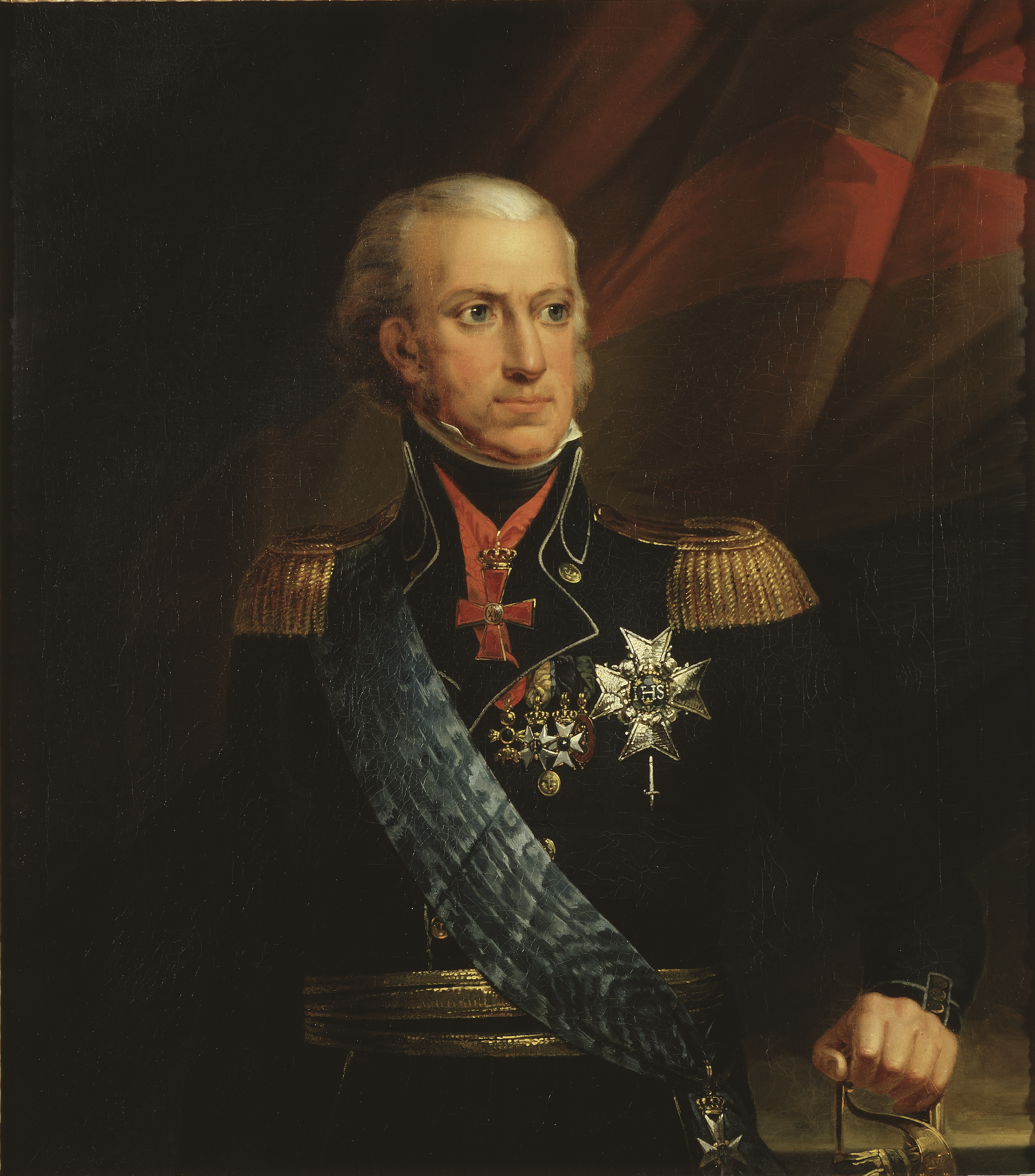
Charles XIII de Suède, principal fondateur du Rite suédois.

L'histoire de ce rite est assez largement liée à l'implantation de la Stricte observance dans la franc-maçonnerie d'Europe du Nord. Il fut fondé sur une base chrétienne et templière installée en Suède en 1759 par Carl Friedrich Eckleff ,:
La franc-maçonnerie est introduite en Suède par le comte Wrede-Spare, officier de cavalerie qui d'après son propre témoignage aurait été reçu apprenti à Paris le 4 mai 1731, compagnon le 16 novembre 1731 et maître le 6 mai 1733. La première réunion d'une loge portant son nom a lieu chez le baron Gabriel Sack le 17 mars 1735. Le roi Frédéric 1er interdit la franc-maçonnerie par décret le 21 octobre 1738, décret annulé quelques mois plus tard.
Le 13 janvier 1752, le comte Knut Carlsonn Posse fonde la loge « Saint Jean auxiliaire » qui se déclare Mère loge de Suède et, à ce titre, s'autorise à créer d'autres loges dans le royaume de Suède. L'année suivante, le baron Charles-Frédéric Scheffer, qui avait été initié le 14 mai 1737 à Paris dans la loge Coustos-Villeroy, en fut élu grand maître. Il était en possession d'un document daté de 1737 qui lui avait été remis par le comte de Derwentwater et qui est aujourd'hui conservé à Stockholm. Ce document paraphrase les constitutions de 1723, mais en affirmant que la franc-maçonnerie aurait un caractère exclusivement chrétien.
Les rituels français utilisés dans les débuts sont révisés en 1756. En 1761, le Grande loge de Suède est fondée. Le baron Scheffer en est le premier grand maître et Carl Friedrich Eckleff est assistant grand maître. Le duc Carl Von Södermanland, membre de la Stricte Observance et futur roi Charles XIII de Suède, en deviendra grand maître en 1774 et engagera alors l'organisation du Rite suédois en reprenant les bases d'un chapitre de hauts grades maçonniques fondé par Eckleff à Stockholm le 25 décembre 1759. Il présidera à des révisions du rite en 1780 et en 1800, date à laquelle fut établie la constitution fondamentale de l'ordre.

## Fondamentaux du rite
Le rite suédois s'affirme comme fondamentalement chrétien. Il est imprégné de rosicrucianisme, de kabbale et de théosophie et rappelle à certains égards la doctrine de Swedenborg. D'après un rapport de 1828, il s'assigne comme but la connaissance de Dieu par la reconnaissance de l'esprit divin que chacun porte en soi, par l'appréhension de la dimension trinitaire et par la foi en Jésus-Christ.

## Système du rite

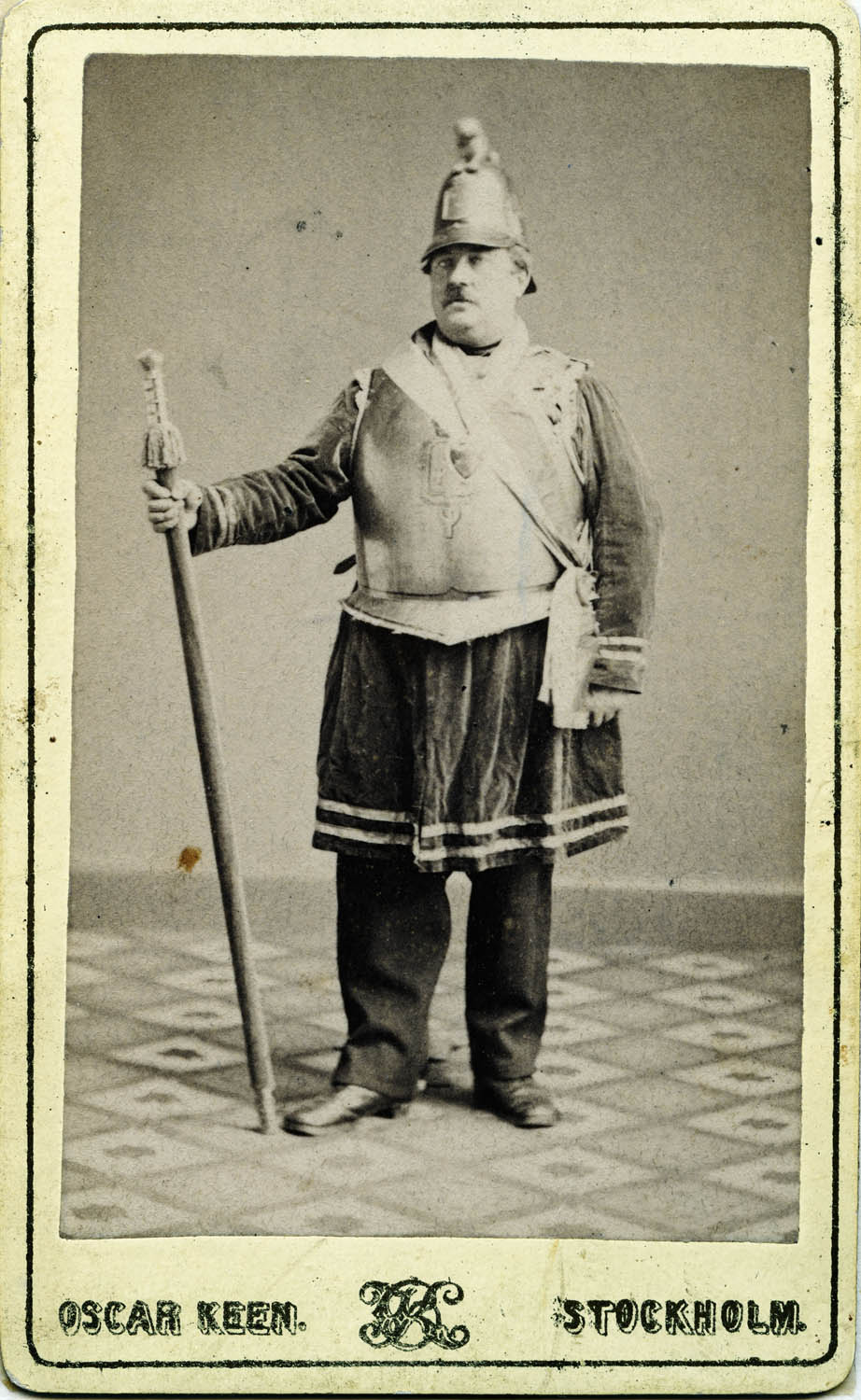
Décors maçonniques dans un chapitre du Rite suédois vers 1870-1890.

Le Rite suédois est organisé en dix degrés répartis sur une structure en triptyque :
- Loges de « Saint Jean » :
  - 1er grade : apprenti,
  - 2e grade : compagnon,
  - 3e grade : maître ;

- Loges de « Saint André l'Écossais » :
  - 4e grade : apprenti,
  - 5e grade : compagnon,
  - 6e grade : maître de Saint André ;

- Loges du « Chapitre » :
  - 7e grade : haut Illustre Frère (ou Chevalier de l'Est),
  - 8e grade : très haut illustre frère (ou Chevalier de l'Ouest),
  - 9e grade : frère illuminé,
  - 10e grade : frère haut illuminé ;

- Les degrés qui suivent sont des degrés administratifs :
  - 11e grade : frère très haut illuminé,
  - 12e grade : chevalier commandeur de la Croix Rouge.